# José Larralde
José Larralde, de son nom complet José Teodoro Larralde Saad, connu aussi sous le surnom d'« El Pampa, » est un chanteur guitariste argentin. 
Né le 22 octobre 1937 à Huanguelén, petit village agricole de l'arrondissement de Coronel Suárez au sud-ouest de la province de Buenos Aires, il est renommé particulièrement pour ses ballades accompagnées à la guitare de musique populaire de la pampa argentine, de style dit Milonga pampeana. Il a reçu le prix Konex de platine en 1995, comme meilleur chanteur de folklore argentin de la décennie.